# Percival Davson
Percival May Davson (* 30. September 1877 in Georgetown, Britisch-Guayana; † 5. Dezember 1959 in London) war ein britischer Tennisspieler und Fechter.

## Karriere
Davson, der ab 1903 an Tennisturnieren in England teilnahm, gelang bei den Wimbledon Championships in den Jahren 1914 und 1922 mit dem Erreichen des Viertelfinales sein bestes Resultat. 1919 spielte er im Davis-Cup-Finale gegen Frankreich. Sein Auftaktmatch gegen André Gobert verlor er in vier Sätzen. Schließlich brachte bei einem Stand von 2:2 sein letztes Einzel gegen William Laurentz die Entscheidung; Davson gewann in fünf Sätzen und Großbritannien damit den Davis Cup.
Bei den Olympischen Spielen 1908 trat er im Degenfechten an und gewann eine Silbermedaille mit der britischen Mannschaft.
Er starb 1959 im Alter von 82 Jahren im Londoner Stadtteil Paddington.